# 4349 Tibúrcio
A 4349 Tibúrcio (ideiglenes jelöléssel 1989 LX) a Naprendszer kisbolygóövében található aszteroida. Landgraf W. fedezte fel 1989. június 5-én.